# آدریان برن ساید
آدریان برن ساید (انگلیسی: Adrian Burnside؛ زادهٔ ۱۵ مارس ۱۹۷۷) بازیکن بیس‌بال اهل استرالیا است.
وی در مسابقات کشوری و بین‌المللی در مجموع برندهٔ ۱ مدال نقره شده‌است.